# Гуркін Борис Анатолійович
Борис Анатолійович Гуркін (1918 — невідомо) — український радянський футболіст, арбірт і тренер.

## Біографічні відомості
Виступав у нападі за харківські футбольні клуби «Локомотив», «Спартак», «Сільмаш» і ВПС. У першому розіграші кубка СРСР відзначився «дублем» за аматорську команду «залізничників» у ворота представника елітного дивізіону — «Динамо» (Ленінград). У 1938 році Борис Гуркін і Олексій Сєров стали кращими бомбардирами «Спартака» в чемпіонаті СРСР (по 8 голів). В елітній лізі провів 21 матч, у другому дивізіоні — 92. Грав за хокейну команду «Локомотива» у другому чемпіонаті СРСР.
Був спортивним суддею. Зокрема, 1961 року обслуговував чотири матчі у вищій лізі і гру 1/16 фінала кубкового турніру за участі київського «Динамо» і краматорського «Авангарда». Його колегами у цих зустрічах були Семен Резенкін, Олександр Бутенко, Матвій Пінський і Михайло Соловйов. 1964 року входив до тренерського штабу белгородського «Спартака».

## Досягнення
- Володар кубка УРСР (2): 1945 («Локомотив»), 1949 (ВПС)